# ポンティアック・ファイヤーバード
ファイヤーバード（Firebird ）は、ゼネラルモーターズが製造し、ポンティアックブランドで販売されていたポニーカー（日本で言うスペシャルティカーに相当）であり、シボレー・カマロの姉妹車である。ファイアーバード、ファイアバードと表記されることもある。
最上級グレード「トランザム」についてはポンティアック・トランザムの項も参照。

## 初代

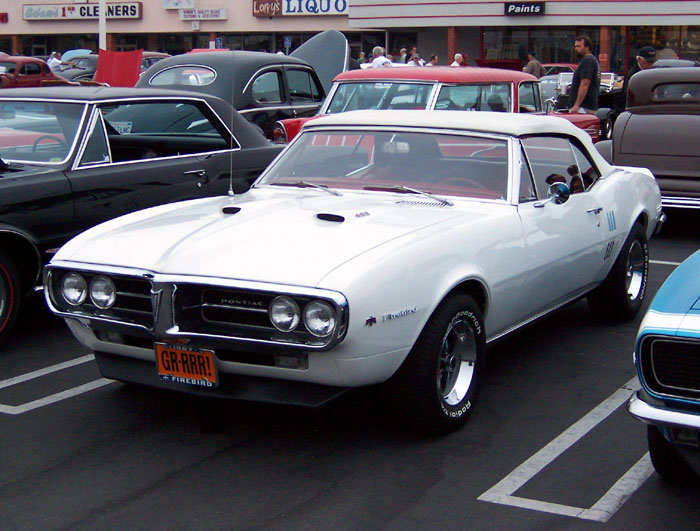
1967年モデル

初代ファイヤーバードはコークボトル・スタイルで、姉妹車であるカマロとは異なり、フロントバンパーがボディデザインの一部に組み込まれたレーシーな「バンパーレスルック」が特徴である。ボディ形式は2ドアハードトップとコンバーチブルを用意。元来ポンティアックは独自の2シーター・スポーツカーをラインナップに追加希望していたが、GMはシボレー・コルベットと競合すると判断。人気トップのポニーカー、フォード・マスタングとの競争に打ち勝つため、F-ボディのプラットホームをカマロと共用することとなった。
ベースモデルはシングルバレル・キャブレター装備の230cu inSOHC6気筒エンジンを搭載、最高出力は165馬力を発生した。第2のモデル、スプリントは4バレルのキャブレター付き同型215馬力エンジンが標準装備されたが、実際はオプションのV型8気筒エンジン搭載で販売されることがほとんどであった。V型8気筒エンジンは326cu in（5.3リットル）2バレル・キャブレター装備で250馬力、同型のハイ・アウトプット（H.O）＝高出力エンジン又は4バレル・キャブレター付きで285馬力を発する400cu in（6.6リットル）エンジンの三種類存在する。

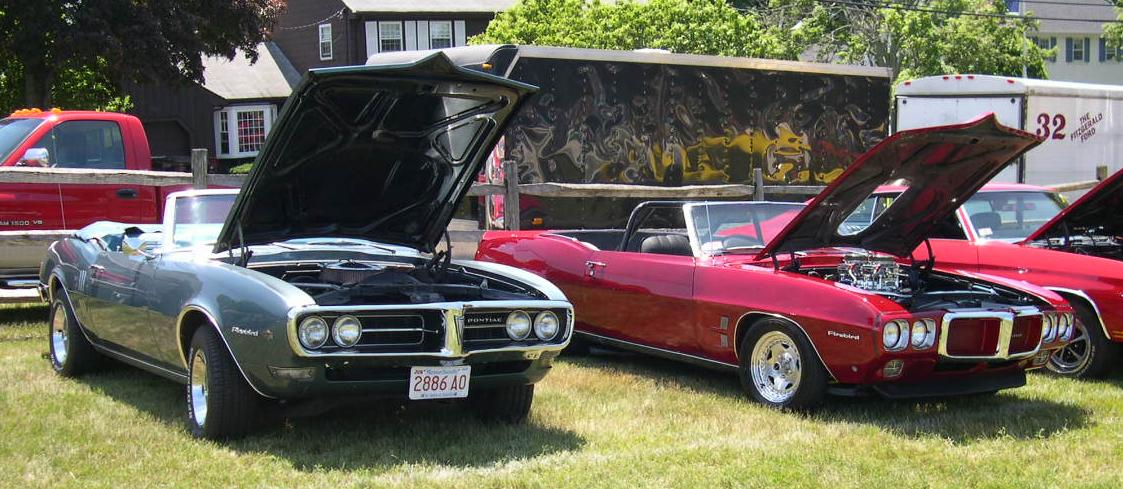
左1968年モデル、右1969年モデル

1968年、ラムエアーがオプションに追加。ボンネットスクープ、強化されたバルブスプリングと異なるカムシャフトを持つヘッドにより、従来の400H.Oパッケージより高回転型となった。230cu in（3.8リットル）エンジンは250cu in（4.1リットル）エンジンに変更され、出力はシングルバレルが175馬力、4バレルが215馬力。326cu in（5.3リットル）エンジンが350cu inエンジンに変更。改良されたカムを装備した同エンジンのH.O版も登場。他のエンジンもわずかに出力増加した。
1969年、ハンドリング・パッケージとしてトランザムがオプションで登場。トランザムの名はSCCAによる市販車レースから取られたものだが、GMが無許可で使用したため、SCCA側は告訴も辞さないと申し入れた。結果、トランザムが一台売れるごとにGMからSCCAに5ドル支払うことで両者は合意。リアスポイラーが特徴の初代トランザムは、ハードトップが689台とコンバーチブルが8台製造された。同年ラムエアーIIIとIVが400cu inエンジン用に設定され、それぞれ345馬力と370馬力を発生。
外観上は1968年、サイド・マーカーが法規対応で追加。フロントウィンカーが大型化し、リヤ側部にV型のポンティアックエンブレムを装着。1969年には大幅にフェイスリフトされ樹脂製フロントエンドが付く。内装はインパネとステアリングホイールが変更、イグニッションがダッシュボードからステアリングコラムに移設された。2代目ファイヤーバードの登場が1970年2月まで遅れたため（ポンティアックの他車種の1970年モデルは、1969年9月に発表された）、それまで初代の生産は延長された。

## 2代目

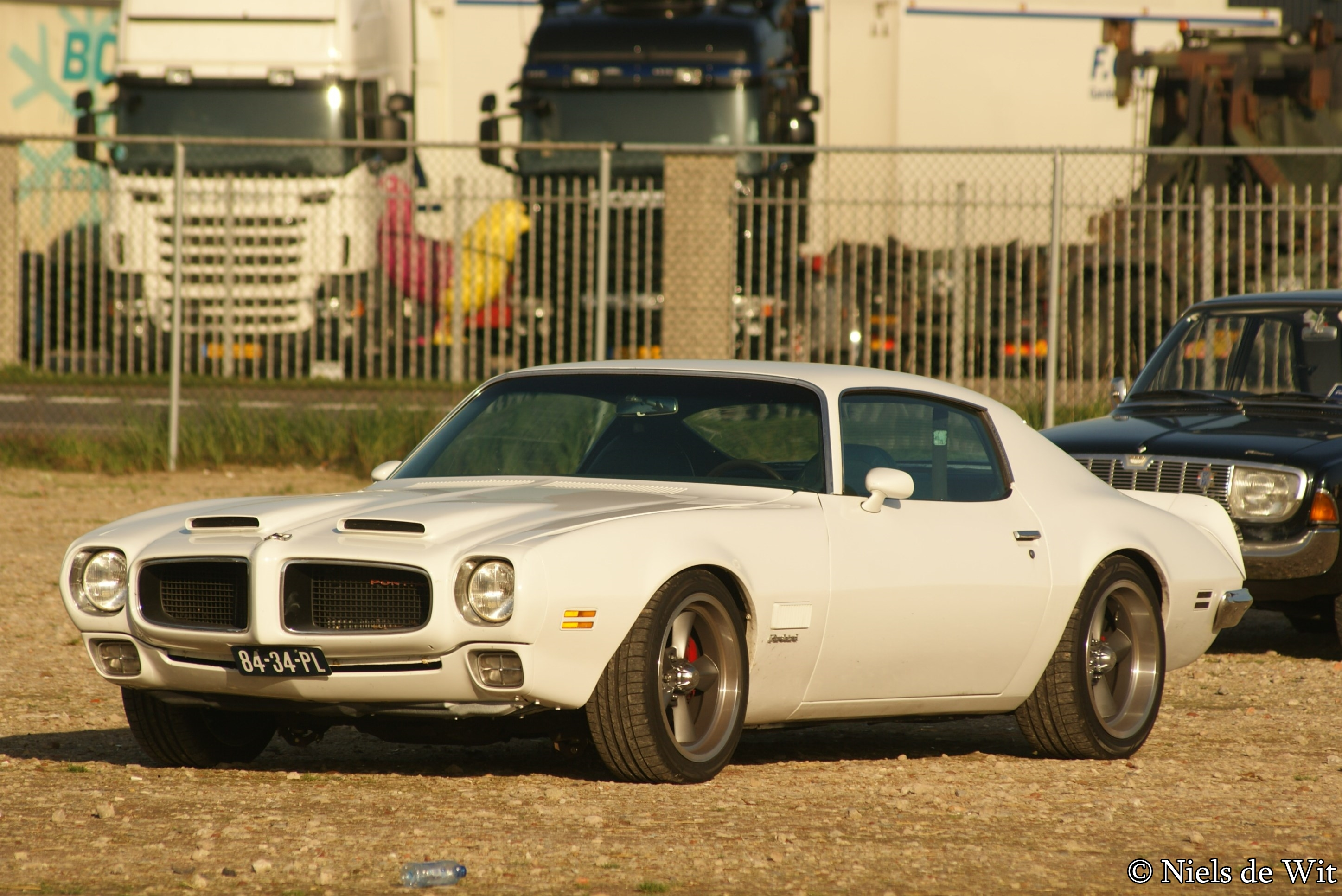
1971年モデル
フォーミュラ400

第2世代のファイヤーバードは1970年の2月に登場した。第1世代のコークボトル・スタイルを廃し、リアウィンドウのトップからトランクリッドにほぼ直線に流れるファストバックラインが特徴。F-ボディで最も長期に渡って製造された、ファイヤーバードを代表するスタイリングである。リアウィンドウが大型化される1975年モデルまで、幅の広いリアクォーターピラーを特徴としていた。
グレードはベーシックな「エスプリ」。中級グレードの「フォーミュラ400（ボンネット上の二つのエアスクープが特徴）」。高性能エンジンやエアロパーツを装備した「トランザム」の3グレード。しかし日本では「トランザム」がこの車の代名詞であった。
1970年モデルには、1969年から持ち越されたラム・エアーIII（345馬力、GTOの366馬力）とラム・エアーIV（370馬力、GTOの370馬力）の2種類のラム・エアー400エンジンが用意された。
第2世代で搭載が選択可能となる455エンジンは、恐らくマッスルカー世代で最後のハイパフォーマンス・エンジンである。455 cu inエンジンは、1971年に初登場した。1973年と1974年に、スーパーデューティ455（SD-455と呼ばれる）の特別版も供給された。SD-455はポンティアックの366 cu in NASCARエンジンのコンポーネントを利用して、540馬力を発生するレース用エンジンとして造られたが、同時に環境保護庁とGMの協議の結果、300馬力を上回らないことを義務づけられた。結果としてPMDエンジニアは290馬力のSD-455を登場させた。しかし実際には371馬力（またはグロスでおよそ440馬力）を発生していた。同エンジンの魅力は、500馬力以上の仕様に楽に戻すことができたことであった。SD-455は、これまでポンティアックが製造したピュア・スポーツカーエンジンの最終形で、最強のエンジンであると考えられている。ポンティアックは455 cu inを数年間提供したが、排出ガス規制が強化され、終焉を迎える。455 cu in搭載車が7,100台に留まった1976年のトランザムは、「ビッグ・キューブ・バーズ」（大排気量のファイアーバードたち）の終焉でもあった。

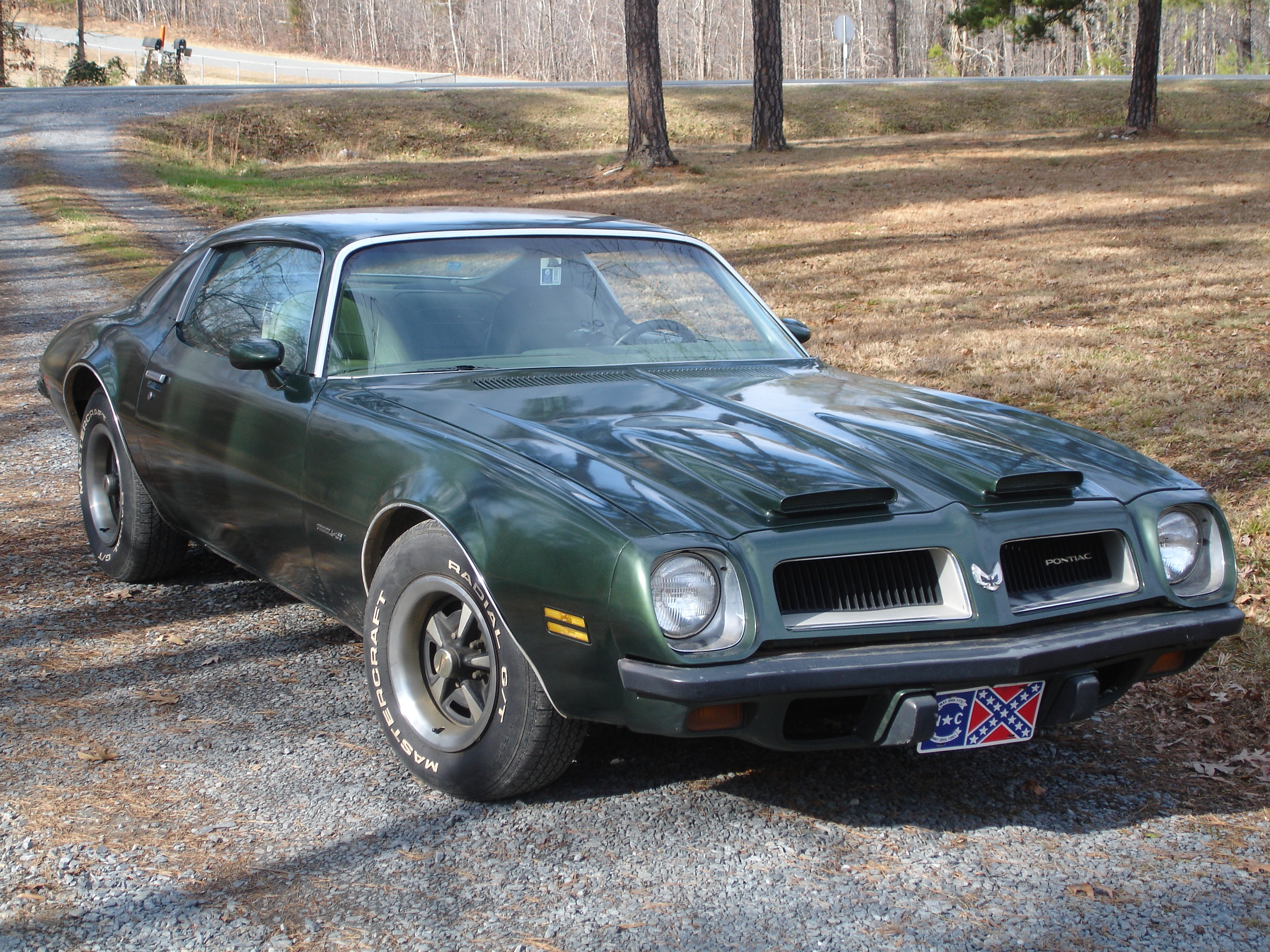
1974年モデル
フォーミュラ400

1973年に保安基準が改定され、1974年モデルから、フロントは5マイルバンパーを組み込んだショベルノーズ、リアランプはスロッテッドタイプになった。このフェイスリフトで特にフロントエンドの印象が大きく変わるとともに、トランザムが1,750 kgに達するなど、車両重量も大幅に増加した。
エンジンは250 cu in （100馬力) の直列6気筒と、350 cu in（V8、185馬力）、400 cu inエンジン（V8、175 - 225馬力）をラインナップした。SD-455が290馬力を発揮する一方、455は215と250馬力であった。400、455とSD-455エンジンは1974年の間にトランザムに供給された。しかし、400と455エンジンは1975年と1976年のモデルの唯一のオプションであった。
1976年、ポンティアックは同社の50周年を祝して、黒塗りに金のアクセントを配したトランザムの特別仕様車をリリース。これがトランザム最初の記念パッケージ、かつ最初のブラック&ゴールドの特別仕様車となった。

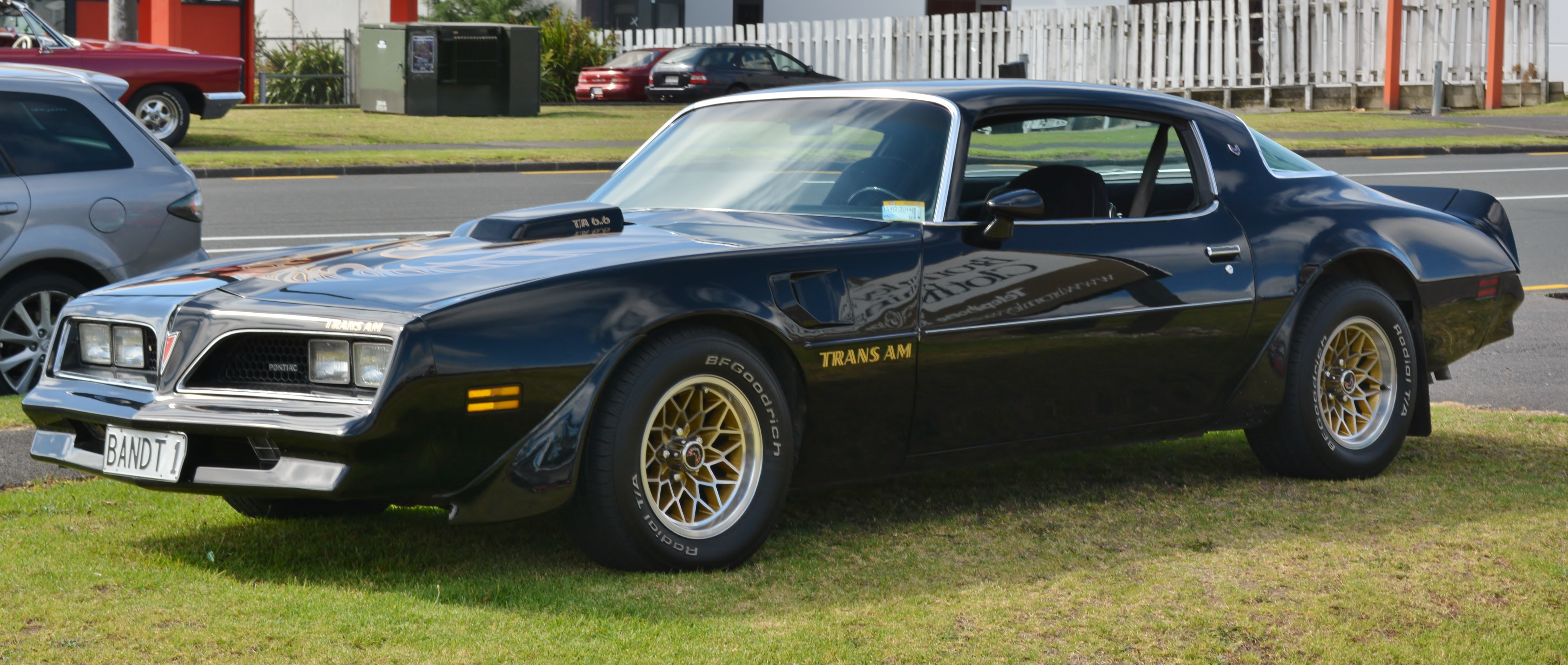
1977年モデル トランザム

1977年、2回めのフェイスリフト。ヘッドランプがSAE規格の角型4灯となる。ポンティアックは通常の180馬力の400　cu in（6.6リットル）に対し、200馬力を発生するT/A400　cu inエンジン（オプションコードW72）を供給。カリフォルニア仕様と高地仕様車には、ポンティアックのエンジンより高めの圧縮比と扱いやすいトルクバンドを持つオールズモビル403エンジンが搭載された。
1978年から、より小さな燃焼室を持つシリンダーヘッドがポンティアック400 cu inエンジンに装着され、圧縮比が向上。これにより長年落ちる一方であった出力を10 %向上させ、最高出力は220馬力となった。400 cu in/403 cu inオプションは1979年まで選択可能で、400 cu inのエンジンには4速マニュアルトランスミッションが装備された。

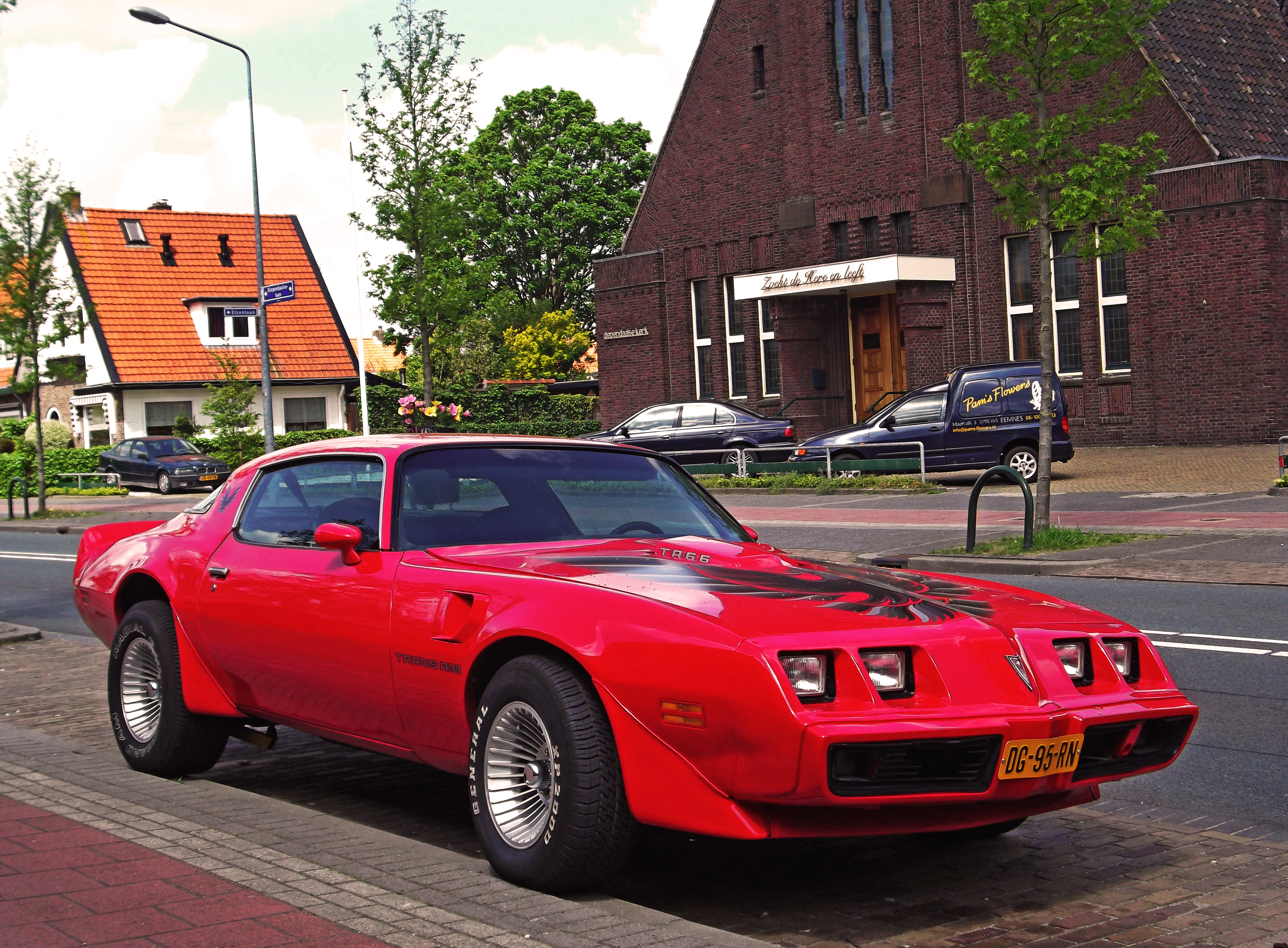
1979年モデル トランザム

1979年、3回目のフェイスリフト。フロントバンパーにグリルシルバーの内外装を持つ10周年モデルが発売され、同時にボンネットの火の鳥デカールがフロントフェンダーまで広がるデザインに変更された。
1980年、トランザムのエンジンが大きな変更を受ける。1979年にオプションだった301 cu inエンジンが標準化。オプションはターボ付き301 cu inとシボレー305 cu inスモールブロック・エンジン。
第2世代最後の年となる1981年、ファイヤーバードは前年モデルと同じエンジンを搭載し、電子制御の燃料噴射装置を追加しただけの変更にとどまった。

## 3代目

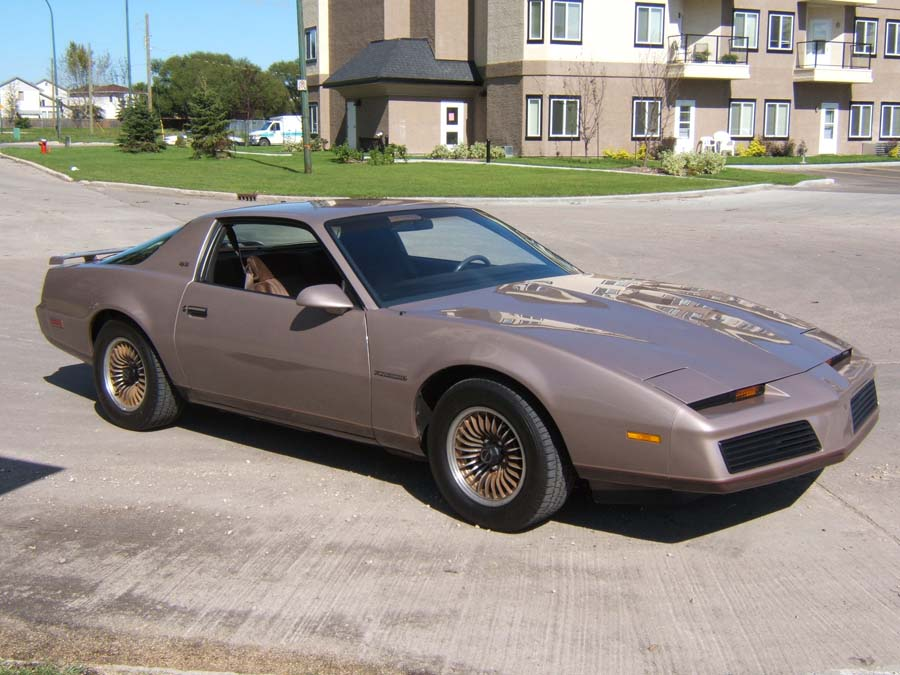
第3世代 1983年モデル

第3世代ファイヤーバードは1982年に登場。先代より軽量になり、デザインはアクが薄まり洗練された。当初のグレード展開はベースモデル、S/E、トランザムの三つ。
フェラーリ・308等のイタリアン・デザインの影響が強いボディスタイルは風洞実験によるもので、フロントウインドシールドは62度と大きく寝かされ、リヤにはガラス製ハッチバックを備える。カマロとの外観の最大の相違点はリトラクタブル・ヘッドライト（樹脂製ギヤを使っており、耐久性に難がある）による低いノーズで、Cd値はトランザムで0.323と、カマロの0.368を凌ぐ。走行風は主にバンパー下より取り入れるため、車体前端下面のエアダムが破損するとオーバーヒート気味となる。内装は各部にねじの頭が露出した、航空機のコックピットをモチーフにしたもの。
当初トランザムには4.9 Lターボが搭載される計画で、第二世代のターボ・トランザム同様のターボ・バルジがボンネットに設けられたが、直前になってターボエンジンの搭載が中止、バルジはクロスファイヤ・インジェクションの冷気吸入システム用エアインテークとして使われることとなった。
アメリカで1982年から放送されたテレビドラマ、ナイトライダーに、1982年モデルのトランザムをモディファイした劇用車が、KITT（ナイト・インダストリー・2000）の名で登場している。また主演したデビッド・ハッセルホフも外見が全く同じにカスタマイズされたモデルを個人的に所有しており、2021年にオークションに出している。
1983年、デイトナ500ペースカーに選ばれたのを記念し、ペースカーのレプリカが限定発売。白/チャコールのツートーン塗装、特製デカール、車体全体を囲む「グラウンド・エフェクト」スカート、フロントグリルに代わる樹脂パネル、15インチエアロ・ホイール、本革/スエードのレカロ製シート等装備。
1984年、デイトナペースカーレプリカのスカートがトランザムにオプション設定。同じくオプションで新デザインの15インチ・アルミが登場（ゴールドかシルバーの選択可）。またトランザム15周年記念特別仕様車として、白いボディに青のピンストライプを施した限定車をリリース。ターボバルジ用デカール、白の16インチ・アルミ、オフホワイト/グレーの本革レカロシート、白の本革ステアリングホイール、シフター、パーキングブレーキレバー、白のストライプ入テールライト、リアスタビライザー径を23 mmから25 mmに変更した独自のWS6ハンドリングパッケージ、4輪ディスクブレーキ、Tバールーフ等を装備する。
1985年、販売てこ入れにパワートレインの変更などが行われた。ファイヤーバードには従来のフロントグリルに代わり「バンパーレット」と呼ばれるバンパー・インサートを導入（リヤバンパーも同様）。トランザムは15周年記念モデルと同スペックのWS6パッケージが標準化。さらに全グレードで16インチ・アルミが装備可能となった。ボンネットのターボ・バルジが廃止され、代わりにエアーインレット/アウトレットが2個ずつ装備される。レカロパッケージは廃止されたが、レカロシート自体は選択可。
1986年、リヤハッチ上端にハイマウント・ストップランプ設置。ベース車のテールランプを変更、1967年以来続いたスリット／ルーバー処理のテールランプ・レンズが廃止となる。4気筒エンジンはカタログ落ち、2.8リットルMPIのV型6気筒が標準装備になった。トランザムにゴム/ビニール製ラップアラウンド型リアスポイラーが標準装備（色は黒のみ。ひびや割れ等の経年劣化が起きやすい）。ただしウィング型スポイラーも選択可。年半ばにはトランザムのオプションとして軽量クロスレース・ホイール設定。
1987年、ハイマウント・ストップランプがスポイラーとリアデッキの間へ移動。火の鳥デカールのオプションが廃止。V8エンジンにはローラーロッカーアームが標準装備。また「モア・パワー」の要求によりTPI（Tuned Port Injection） 5.7リットルV型8気筒エンジンがリリース。ATのみと組み合わされ210馬力を発生し、5.0リットルTPIエンジンに変わる最上級エンジンとなった。L69は生産中止となり、F-Body用キャブ付きV8はLG4のみとなる。
またハイエンドモデルとしてトランザムGTA（Gran Trismo Americano）が登場。LB9 305TPIエンジン（215馬力）またはL98 350TPIエンジンが搭載され、洗練された雰囲気を演出するためにツートン塗装、デカール、フェンダーエアダクトは廃止。豪華装備による車重増加からくる燃費悪化を少しでも抑えガスガズラー税から逃れるため、オプションの金色フラット・メッシュのダイヤモンドスポーク・16インチホイールが標準化された。アウターリアビューミラーに輸出用のパドルミラーを装着したGTAも初期には存在したが、部品メーカーの生産キャパシティ、品質等の問題で短期間でカタログ落ち。
またS/Eに代わりファイヤーバード・フォーミュラが再登場。軽量・廉価なV8モデルという位置付けで、エンジンはLG4、LB9 305 TPI、L98 350 TPIを選択可、16インチホイールと以前のトランザム用「ターボ・バルジ」付きボンネット（ただしインテークはダミー）を備える。またASC社で架装したコンバーチブルもこの年登場した。
1988年、ノッチバックがGTAにオプション設定。従来のグラスハッチに代わるFRP製リヤハッチで、小型のガラス製リヤウインドウ付き。ノッチバック車には再設計されたヘッドレスト付き後席が装備される。ノッチバックはきしみ音やガタつきが発生しやすく、このオプションの存在を知らない販売店も多かったため、生産量はわずか718台であった。
1989年、新しい二重層触媒によりLB9、L98の出力が13 %向上。Tバールーフがレキシマーによるアクリル製に変更、ガラス製より軽量だが劣化が早い。リヤディスクブレーキ装着車にはPBRブレーキ・キャリパーと大型ローターが装備。カマロとともに高い盗難率に対抗しVATS(Vehicle Anti Theft System）導入。トランザム20周年を記念してターボ・トランザムが登場。V型6気筒3.8 Lターボ付きビュイック・エンジンを搭載し、白外装とタン内装のみ。インディアナポリス500のペースカーにも選ばれた。
1990年、内装の小変更を受ける。1991年にはフロントノーズが「バンシーIV」コンセプトをモチーフとした、ヘッドランプ直前のスリットを廃止したものに変わる。同様に「グラウンド・エフェクト」スカートの形状が変更され、さらにベースモデルでも選べるようになった（フォーミュラは選択不可）。
1992年は第4世代モデルの登場が差し迫っていたため大きな変更はなし。この年SLPパフォーマンス・パーツによってファクトリー・チューンされた、いわゆる「ファイヤーホーク」が登場する。
1993年、ファイヤーホークは、300馬力に増加し機能的なボンネットと他の機能強化でSLPパッケージを供給し、わずか201台が製造された。

## 4代目

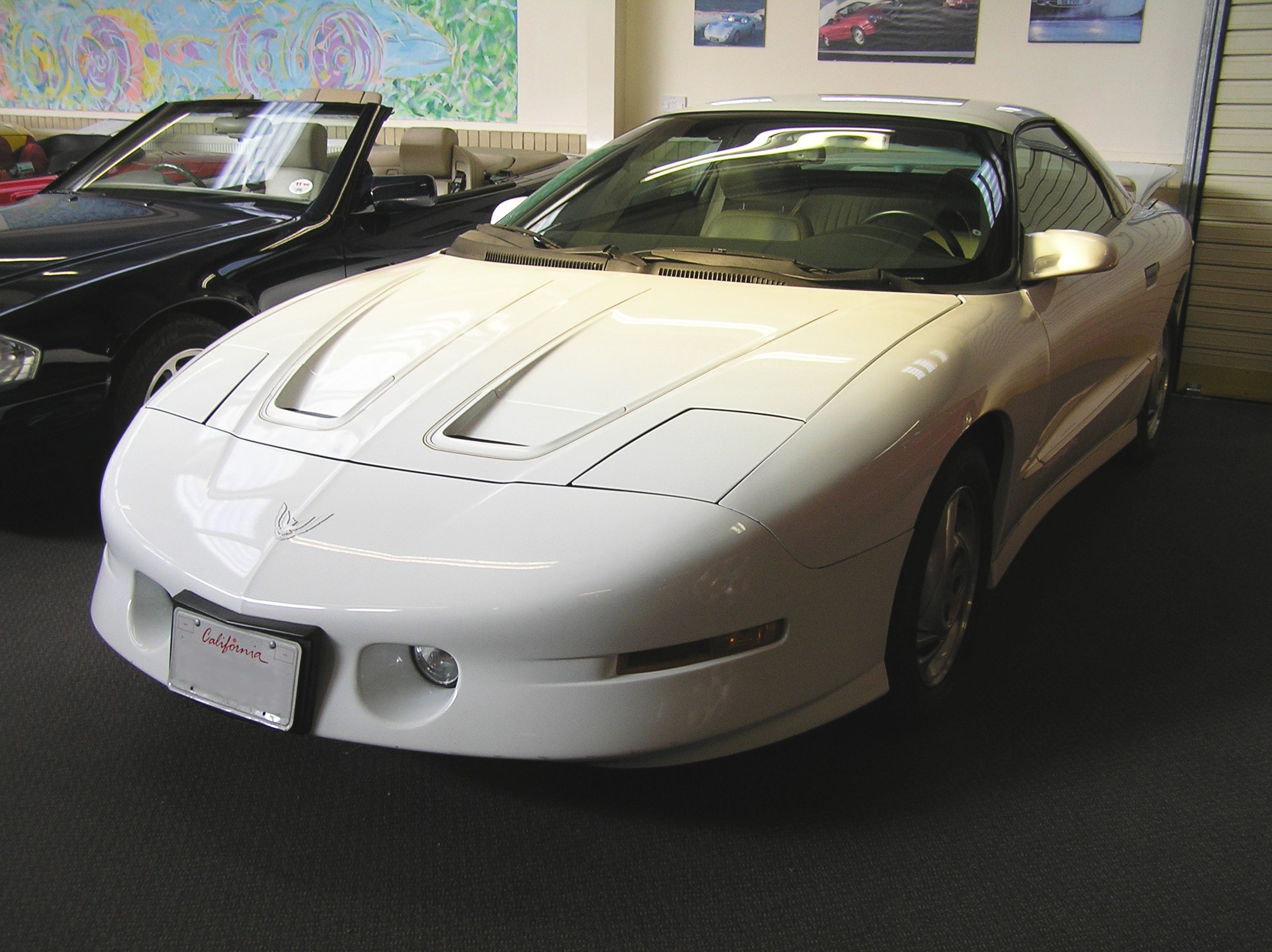
第4世代

1994年に登場した第4世代のF-ボディは、先代よりも更にエアロ・ダイナミクスに磨きがかけられた。しかし、魅力的なスポーツ・カーであった一方で、販売的には下降傾向になった。ファイヤーバードはリトラクタブル・ヘッドライトを採用したが、それは第3世代から採用された「バンシーIV」コンセプトを更に強烈に引き継いだものであった。LS1ファイヤーバードは、低い売上高にもかかわらず、これに生産された車よりも、最も速いものの一つであった。コルベットC5のV8(5.7L)アルミニウム・エンジンから、305馬力（2000年以後の310）またはWS-6ラム・エアー・バージョンで320馬力（2000年以後の325）を生じ、この第4世代のファイヤーバードは、マッスル・カーのファイヤーバードを含む、他のどの世代よりも高性能であった。
1994年モデルでは、白く塗られたボディのやや下側に青い1本のストライプが描かれた25周年記念エディションが発売されたが、それは1970年モデルを彷彿させるものであった。
1998年、ファイヤーバードは他の修正と同様にフロントのデザイン変更を受けた。そして最も大きな改修ポイントは、最新のコルベットのスモール・ブロックV8エンジン（LS1）の搭載であった。また、1998年〜2002年の間、ポンティアックはヘビー・デューティーなブレーキとステアリングギア比、燃料ポンプとショックアブソーバーが装備された。また、エンジンはV6とV8が搭載可能であった。
1999年、トランザムは30周年記念モデルを生産、このモデルは、先の25周年モデルよりも一層1969年のトランザムを意識したカラーデザインが採用された。最後のモデルとなる2002年モデルには、黄色いボディのコレクターズ・エディションが設定された。しかし、F-ボディを基本とする第4世代のファイヤーバードの生産終了を最後に、工場も閉鎖されることとなった。